# Windows Cairo
Windows Cairo a fost numele de cod al unui proiect realizat de către Microsoft între anii 1991 și 1996.

## Prezentare
Sistemul de operare a fost anunțat la Microsoft Professional Developers Conference în anul 1991 de către Jim Allchin. A fost prezentat printr-o demonstrație publică doi ani mai târziu la Cairo/Win95 PDC. Microsoft a schimbat semnificația lui Cairo, numindu-l produs sau alte ori numindu-l o colecție de tehnologii .

## Funcții
Aspectul inițial al lui Cairo a fost baza designului sistemului Windows 95. Singura componentă portată de pe acesta era sistemul de obiecte fișiere. Acesta trebuia implementat în WinFS ca fiind o funcție a sistemului Windows Vista, dar a fost abandonat în Iunie 2006, cu unele dintre tehnologii portate în produse ca Microsoft SQL Server 2008, cunoscute sub numele de cod „Katmai” . Bill Gates a confirmat ulterior într-un interviu că Microsoft a dorit să modifice aplicații ca Windows Media Player, Windows Photo Gallery, Microsoft Office Outlook etc. adăugând funcția WinFS ca o stocare de date virtuală 

## Vezi și
- Microsoft Windows